# 啤酒瓶

各式各樣的啤酒瓶

啤酒瓶是一種用来装啤酒的容器。啤酒瓶大多由玻璃製成。世界上有許多不同尺寸和形状的啤酒瓶，但是啤酒瓶的外觀通常呈現棕色或绿色，因為這樣可以减少光线射入啤酒瓶內，防止啤酒因紫外线照射而變質。
市場上除了啤酒瓶，易拉罐和铝瓶也可以用來裝啤酒。此外市場上還有桶装啤酒供人們飲用。

## 装瓶线
装瓶线（Bottling line）是用于把啤酒装入瓶中的大型生产线。
装瓶线通常使用以下的步骤：
1.先从储罐中抽取啤酒，然后使用填充机把啤酒填入瓶中
2.给瓶子盖上盖子，然后打上标签
3.将瓶子包装到盒子或纸箱中
很多小型酿酒厂会将大部分啤酒送至大型工厂的装瓶线装瓶，但也有一些啤酒由它们自己装瓶。
将啤酒装瓶的第一步是从包装中取出空瓶，然后用过滤的水和空气冲洗瓶子，并将二氧化碳注入瓶中，以减少瓶中的氧气，然后将啤酒注入瓶中，同时也会向瓶中注入少量的非活性氣體（如二氧化碳和氮气）来减少氧气，因为氧气会破会啤酒的质量。
接下来啤酒会被放入标签机（Labeller），然后把啤酒放进盒子里，准备出售。

## 瓶盖
啤酒瓶有很多不同类型的瓶盖，最常见的是皇冠式瓶盖，一些啤酒（如Grolsch）使用掀盖式瓶盖。一些啤酒使用类似香槟的软木塞和金属线套作为封口方式。这种方式在19世纪末被皇冠式瓶盖取代，但一些啤酒瓶仍使用这种方式。许多较大的啤酒瓶采用螺纹盖设计，方便重新封闭。

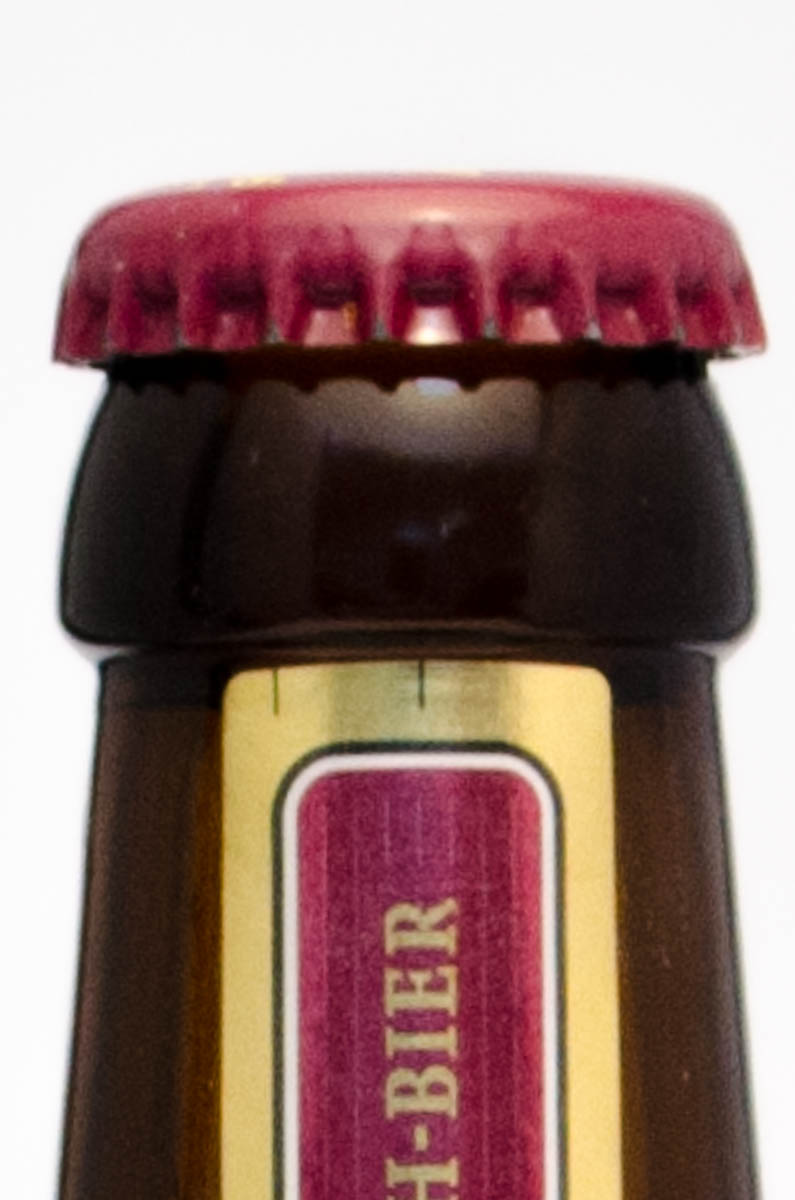
一个未开启的皇冠式瓶盖

## 作为武器
啤酒瓶可以作为棍棒使用，2009年，有病理学家指出：取决于击打的位置，啤酒瓶只需要14—70焦耳的冲击能量就能打碎人类头骨。空啤酒瓶通常在受到40焦耳的能量后破碎，满啤酒瓶由于内部啤酒的压力仅受到30焦耳能量就会破碎，所以空啤酒瓶比满啤酒瓶更危险。但电视节目流言終結者的一个测试表明，满啤酒瓶相比空啤酒瓶有更大的概率造成脑震荡和头骨骨折，但他们也同时发现满啤酒瓶和空啤酒瓶对头皮造成的伤害相同。
防止使用啤酒瓶作为武器的最好办法是不在有事故风险的地方提供玻璃瓶，或使用没有风险的材料（如塑料和铝）制作的啤酒瓶。

## 光化啤酒
光化啤酒，是指暴露于紫外线和可见光后的啤酒。光线导致核黄素与苦味酸化物反应并分解，这些化学物质是啤酒苦味的成分，来源于啤酒花。随后的一系列反应产生的分子3-甲基-2-丁烯-1-硫醇在化学和气味上与臭鼬的天然防御物质硫醇非常相似。它还是大麻中主要的气味物质，产生了其类似臭鼬的气味。
在一些情况下，例如米勒特级啤酒，使用不含苦味酸化物的啤酒花提取物来使啤酒苦味，因此它不会被光化。深棕色玻璃瓶也能使啤酒瓶不被光化，但绿色和透明玻璃瓶不行。

## 外部連結
- Article on stubbies which mentions the newer longnecks.
- Glass Manufacturers' marks & logos seen on glass containers, including beer, soda, & other bottles -- Primarily American)